# Fanny Lecluyse
Fanny Lecluyse (ur. 11 marca 1992) – belgijska pływaczka, specjalizująca się w stylu klasycznym i stylu zmiennym, brązowa medalistka mistrzostw świata na krótkim basenie i mistrzyni Europy na basenie 25-metrowym.
Brązowa medalistka mistrzostw Europy na krótkim basenie ze Szczecina na 200 m stylem klasycznym.
Uczestniczka igrzysk olimpijskich w Londynie (2012) na 200 m żabką (19. miejsce).